# Literatura faktu
Literatura faktu (ang. non-fiction) – formy literackie, które przedstawiają autentyczne postacie i wydarzenia, jak np. reportaż (relacja, raport), dziennik, pamiętnik (wspomnienia), biografia, wywiad, według niektórych klasyfikacji również felieton i publicystyczny esej.
Celem powstania i publikowania tego rodzaju utworów jest przedstawienie wiarygodnej relacji, opartej na faktach, autentycznych wydarzeniach (współczesnych i historycznych), z wykorzystaniem materiałów naukowych i specjalistycznych. Literatura faktu nie jest synonimem literatury fachowej, ale nie należy też do beletrystyki. Ma przede wszystkim charakter dokumentarny, zwykle jest jednak częściowo beletryzowana. Z powieści czerpie techniki narracji i beletryzacji zdarzeń, z tekstami fachowymi zaś łączy ją rzeczowość i informatywność. Niektóre utwory literatury faktu, ze względu na walory literackie i moralne, zaliczają się do literatury pięknej.
Termin ten pojawił się na początku XX wieku jako hasło programowe, żądające od literatury odrzucenia fikcji i zwrócenia się ku dokumentowaniu rzeczywistości. Nazwa „literatura faktu” pojawiła się w polskiej terminologii na przełomie lat 20. i 30.